# マーズ・ローバー

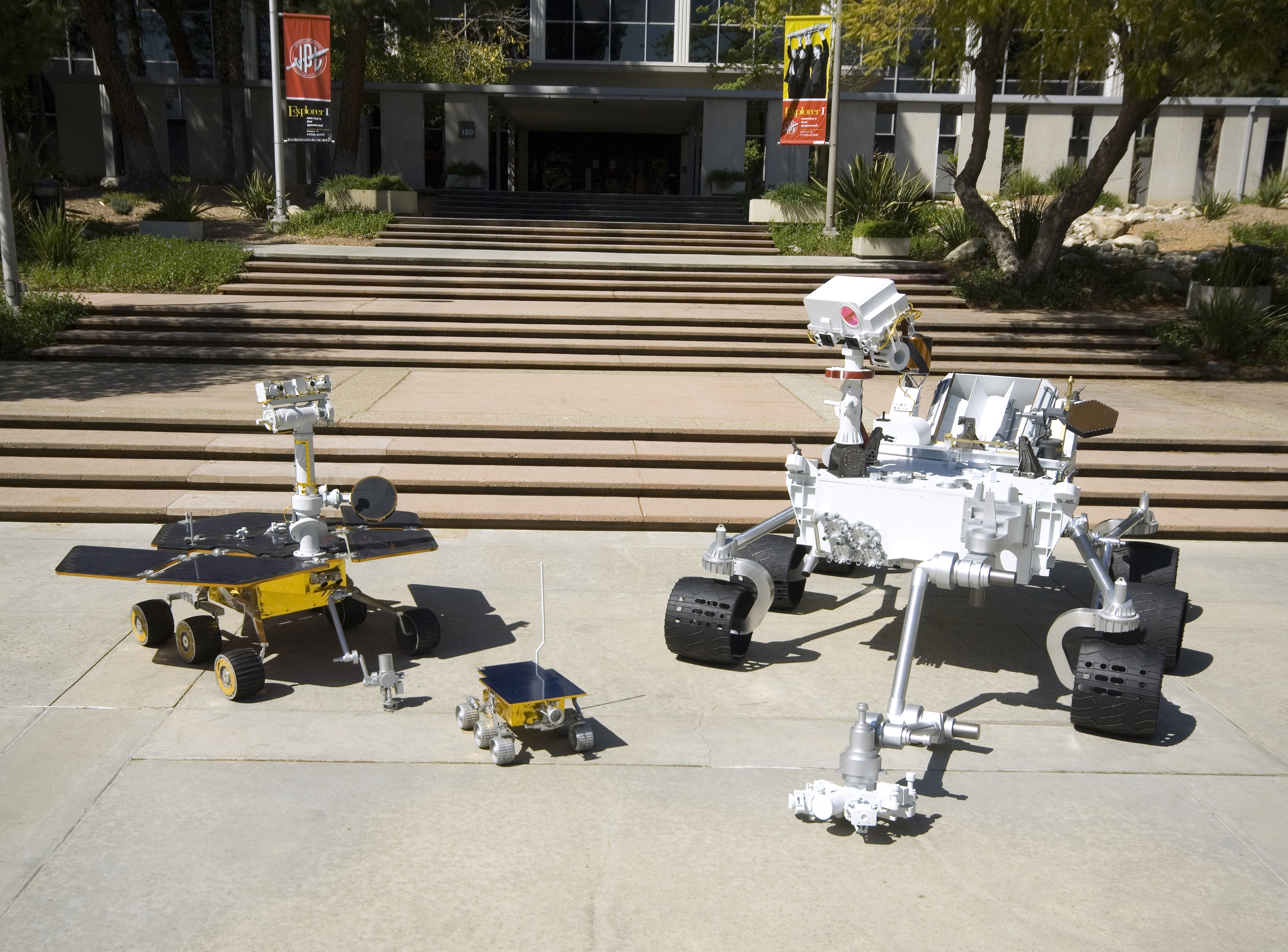
マーズ・エクスプロレーション・ローバーとマーズ・パスファインダーのモックアップ

マーズ・ローバー（Mars rover）とは、火星着陸後に火星表面を自動で走行するローバーの総称。日本語では火星探査車とも呼ばれる。
ローバーは着陸地点から移動しないランダーに比べ、いくつかの利点が存在する。例えば、より広い範囲を探査できること、興味深い物体に近寄れること、太陽電池による発電を効率よくするために日当たりのよい場所に移動できること、などである。
火星に着陸して運用に成功したローバーは2021年現在6台のみで、アメリカによるもの5台と中国によるもの1台である。

## 火星探査車一覧

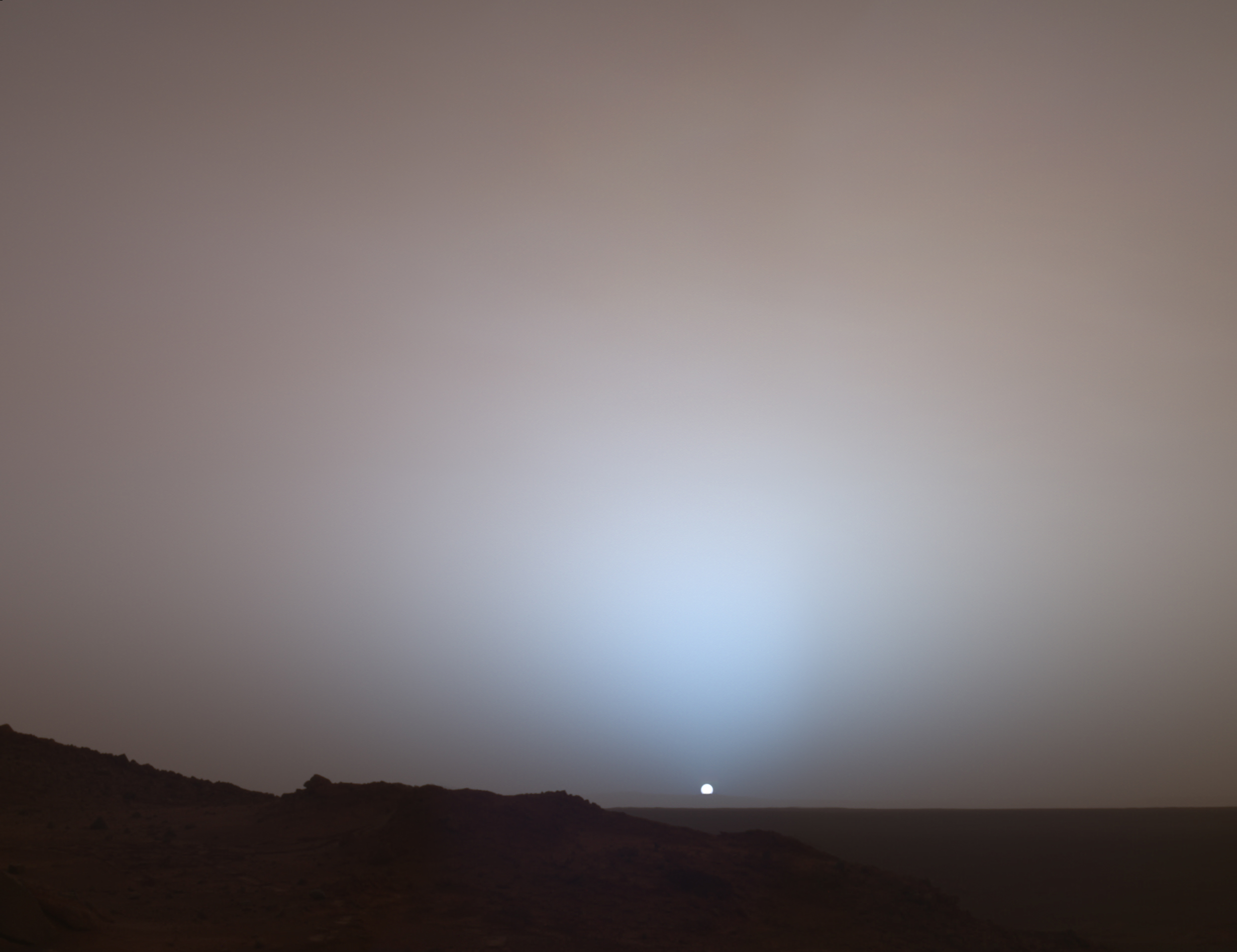
火星での日没。スピリット撮影

2021年5月までに計8台のローバーが火星に送られた。
- Prop-M - マルス2号に搭載。1971年失敗。
- Prop-M - マルス3号に搭載。1971年失敗。

マルス2号および3号はソ連によって打ち上げられ、ともに同一設計の「Prop-M」ローバーを搭載していた。4.5kgの機体はランダーとケーブルでつながれており、機体下部の左右に取り付けられたスキー板のようなもので移動する予定だった。しかしマルス2号は地表と激突、3号は着陸から1分と経たずに通信が途絶してしまった。
- ソジャーナ - マーズ・パスファインダーに搭載。1997年7月4日に着陸成功。1997年9月27日に着陸機の故障により通信途絶。
- スピリット（MER-A） - マーズ・エクスプロレーション・ローバーの一台。2004年1月4日に着陸成功。約6年後には7.73kmを走破したが、ホイールが砂にはまってしまった[2]。2010年1月26日時点でNASAは救出作戦に失敗したことを認め、定点観測プラットフォームとして機能していると述べた[3]。2010年3月22日にローバーからの通信が途絶した。復帰が試みられたが失敗に終わった[4]。
- オポチュニティ（MER-B） - スピリットと同じくマーズ・エクスプロレーション・ローバーの一台。2004年1月25日に着陸成功。火星を覆う不透明度10.5の大規模砂嵐により太陽電池での充電ができなくなり、2018年6月10日に通信途絶。
- キュリオシティ - マーズ・サイエンス・ラボラトリーに搭載。2012年8月5日に着陸成功。2火星年の運用を経て、現在も運用中。
- パーサヴィアランス - マーズ2020 - ミッションで2020年7月30日に打上げ。火星ヘリコプター「インジェニュイティ」も搭載し、2021年2月19日に着陸成功。

- 祝融号 - 天問1号に搭載。2020年7月23日、海南省の文昌航天ロケット発射場から長征5号により打ち上げられ、2021年2月10日20時頃 (CST) - 火星周回軌道投入、5月15日午前-火星への軟着陸に成功し、火星表面の気候や土壌などを調査する予定である[5]。

以下のローバーは開発が中止された。
- MAX-C：Mars Astrobiology Explorer-Cacherに搭載。NASAは2018年の打上げを予定していた。

以下のローバーは開発中である。
- ロザリンド・フランクリンの名を冠したESAのローバーは、2022年の打上げを予定している[6]。

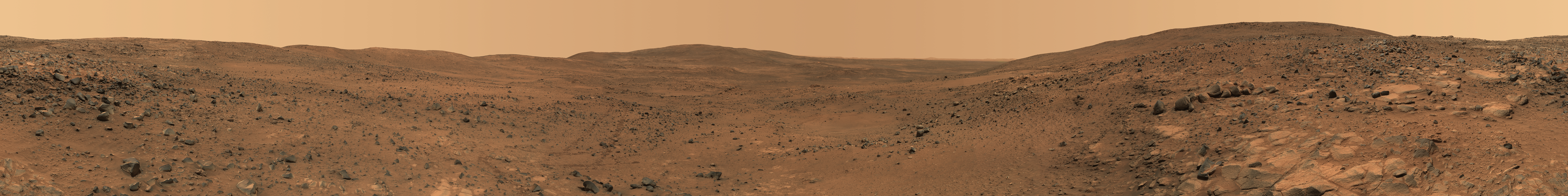
スピリットが撮影したパノラマ写真

## 火星着陸地点

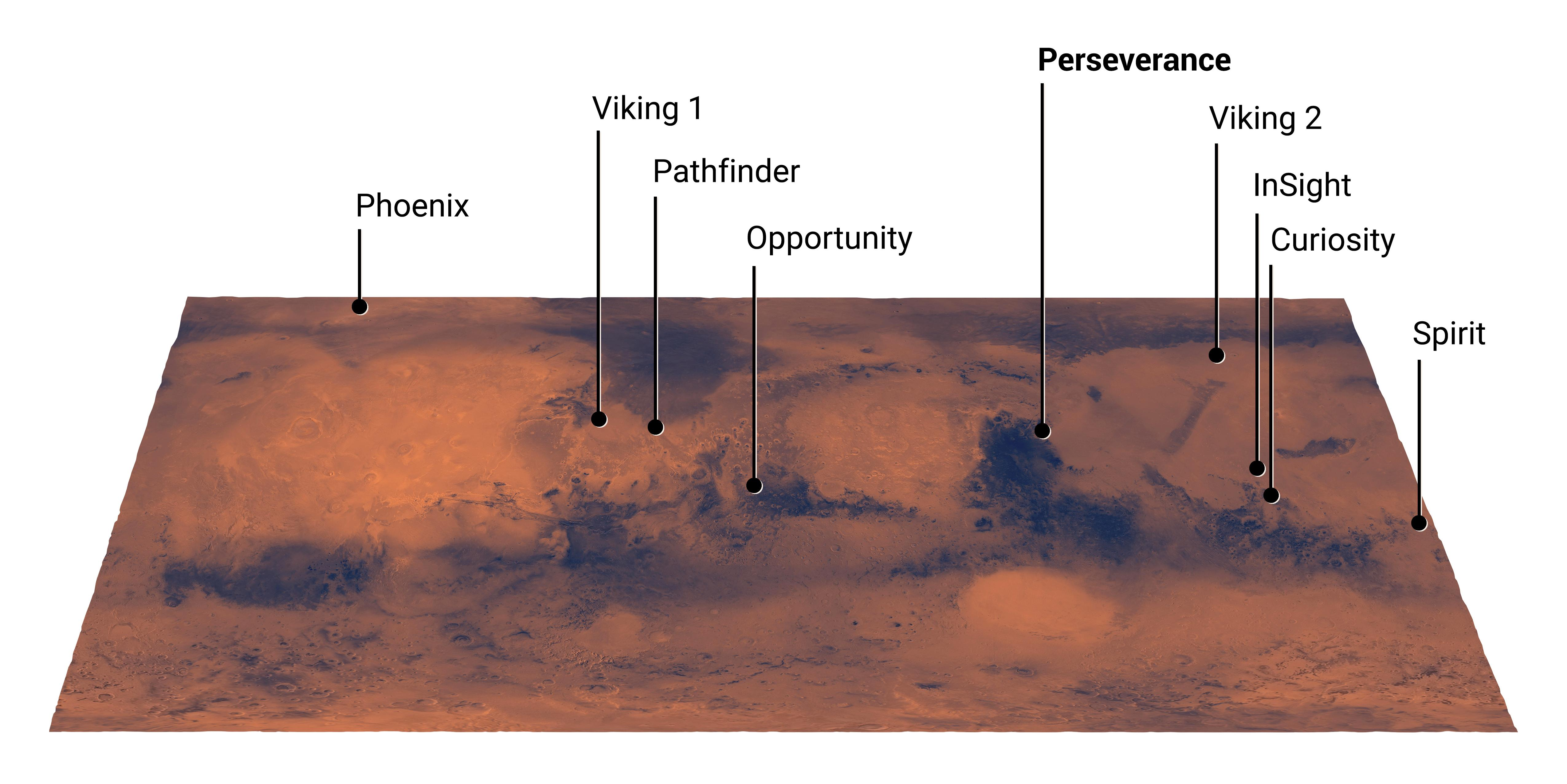
火星着陸地点（2020年12月16日）